# Andreas Stengg
Andreas Stengg (* 28. November 1660 in Sankt Lambrecht; † 30. Dezember 1741 in Graz) war ein österreichischer Baumeister am Übergang vom Hochbarock zum Rokoko.

## Leben
Andreas Stengg war das vierte Kind von Ruep und Ursula Stenkh, einem Bauernehepaar. Er wurde am Tag seiner Geburt getauft. Später ging er in die Lehre bei Bartlme Ebner, dem späteren Hofmaurermeister in Graz. Er schloss diese zwei Jahre später ab und ging daraufhin auf Wanderschaft.
In weiterer Folge bewarb sich Stengg als Hofmaurermeister in Graz. Andreas Stengg lebte seit 1689 in der Grazer Vorstadt, und am 7. Februar
desselben Jahres heiratete er die Witwe Maria Mayr. Beide waren die Eltern von Johann Georg Stengg, der in St. Peter getauft wurde. Ab 1696 war er Meister seiner Zunft und durfte deshalb Lehrlinge ausbilden. Zudem arbeitete er auch mit Joachim Carlone zusammen. Im Jahr 1705 heiratete der inzwischen verwitwete Stengg eine gewisse Maria Regina Stabenhofer, die Tochter des Maurermeisters Georg Stabenhofers. Daraufhin zog er von der Vorstadt in Münzgraben in die Sackstraße um, die innerhalb der Stadtmauern liegt. Er übernahm die Werkstatt und die Gesellen seines Schwiegervaters und kaufte das 1708 das Elternhaus Johann Bernhard Fischer von Erlachs in der Frauengasse 5.
Anfang des 18. Jahrhunderts gestaltete er im Auftrag von Leopold von Stubenberg die Außenfassade des barocken Meerscheinschlössels in der Grazer Vorstadt Geidorf. Mit seinem Sohn wurde Stengg ab 1714 beauftragt, den Bau der Wallfahrtskirche Mariatrost bei Graz zu planen und den Bau abzuwickeln. Der Rohbau stand zehn Jahre später, die Kirche selbst war aber erst 1779 fertiggestellt worden, beinahe vier Jahrzehnte nach dem Ableben Stenggs.
Die Ernennung zum Hofmaurermeister erfolgte 1724 aufgrund der Empfehlung Graf Wurmbrandts. Andreas Stengg war zu diesem Zeitpunkt bereits 64 Jahre alt. Er übte diese Position bis zu seiner Resignation am 15. Jänner 1741 aus. Nach seinem Rückzug trat sein Sohn Johann Georg die Nachfolge im Amt an. Wahrscheinlich übernahm sein jüngerer Sohn, der 1722 geborene Johann Joseph, die Werkstätte. Stengg starb 1741 im Alter von 81 Jahren. Er wurde noch an seinem Sterbetag am Friedhof St. Anna beigesetzt.

## Werke (Auswahl)
- Basilika Mariatrost
- Palais Wildenstein
- Meerscheinschlössl
- Palais Attems
- Pfarrkirche Fehring
- Pfarrkirche St. Andrä im Sausal
- Schloss Kirchberg an der Raab
- Alte Post, ehem. k.k. Münzhaus in Graz